# Косовски завет
Косовски завет, познат и као косовски култ или косовска легенда, један је од кључних српских националних митова, који се налази у основи српског националног идентитета.
Настанак косовског завета је везан за српске епске народне песме косовског и покосовског циклуса. Косовски завет је вековима надахњивао бројне уметнике, песнике и мислиоце.
Косово је у српској државности, историји и митологији сматрано светим местом, извориштем националног духа и јемцем националних вредности.

### Главни мотиви у косовској легенди
Љубинка Трговчевић је издвојила и описала доминантне мотиве у косовског култа:
- Освета – циљ за успостављање поновних српских средњовековних земаља
- Мучеништво – жртвовање слободе због лојалности
- Издаја – оправдава пораз и упозорава оне које не подржавају српство, као Вук Бранковић
- Слава – они који су се жртвовали за Царство небеско, као Лазар и Милош

Бројне су интерпретације косовског култа, укључујући и вредновање "демократије, анти-феудализма, правде и социјалне једнакости". Најважније, војни пораз је представљен као морална победа.
Многи делови и ликови косовског мита су базирани на познатим хришћанским мотивима и симболима. Док Лазарева улога и жртва личи на Исуса, последња вечера  симболише библијску Тајну вечеру са апостолима и Јудином издајом у чину Вука Бранковић. Симбол тројства се такође провлачи кроз легенде.
Косовски завет је такође представљан и као сукоб „хришћанске Европе” и „муслиманског истока”, те су Срби, налик на друге балканске народе, представљали себе као „бедем Хришћанства”. Због Косовског боја, Косово поље се често сматра „колевком нације” и једним од најсветијих српских места. Сабрина П. Рамет је легенде о херојизму и жртви Лазара упоредила са легендама о британскомКраљу Артуру, норвешком Улавом II Светим и угарском Светом Стефану, док је Герлахлус Дујзингс упоредио покушај Наима Фрашерија да кроз Бекташијство међу Албанцима промовише мит о бици код Карбале као инспирацију за борбу против османске доминације.

## Извори и развој
Косовски култ је кроз векове био један од централних догађаја српске културе и књижевности, а највише био преношен и чуван кроз епске народне песме и певање уз гусле. Митологизација догађаја је почела недуго након битке. Данас познате верзије легенди нису у потпуности настале непосредно након Косовског боја, али су се развиле из различитих извора у различите верзије. Многи извори од 14. до 18. века, као што су житија, хронике, летописи и црквене списе, су очувале народна предања о Косовској бици. Епска поезија је била веома развијена међу Србима и била је културолошки и традиционални извор поноса, идентитета, као и веза са прошлошћу. Један од најстаријих записа о Лазаревом заветном жртвовању су били  Похвално слово о кнезу Лазару патријарха српског Данила III и Јефимијина Похвала кнезу Лазару. Похвалне песме Лазару се могу наћи и на Натпису на косовском каменом стубу, за који се сматра да га је саставио син и наследник Лазара, Стефан, али и Стиховима Раванчанина I и II.

Први српски запис о убиству султана Мурата у Косовској бици је нађен у Житијама деспота Стефана Лазаревића Константина Филозофа, иако име егзекутора није поменуто. Народна предања су преношена у српској емиграцији у планинама Старе Србије, Црне Горе и Херцеговине. Након пада Цариграда (1453), више хиљада Срба је емигрирало и започело номадски живот, где је очуван култ косовских хероја. Лик витеза хероја који је убио султана Мурата је веровтно настао са циљем инспирације константном отпору Турцима. Византијски историчари из 15. века, Дука и Лаоник Халкокондил  су такође писали о Косовском боју, где су поменули податак о „жртви хришћанског племића који је убио султана у његовом шатору”. Константин Михаиловић је крајем 15. века у Јаничаровим успоменама први пут употребио име Милоша Обилића, а уједно је описао и издају Вука Бранковића. Непознати аутор из Дубровника или Далмације је превео Дукине записе о Косовском боју, а чин издаје је приписао Драгославу Прибишићу. Италијанска књижевност и народне песме у Дубровнику су утицале на школоване Србе да саставе бугарштице, народне песме дугих стиха засноване на народним предањима. Нека од бугарштица су опевале и косовски култ.
Према Миодрагу Поповићу, локално српско становништво под османском влашћу је током 16. и 17. века било „туркофилно” са циљем климње неопходног прилагођавања на турску владавину. Ипак, они нису одустали од косовског култа и интерпретације легенди о отпору према Турцима. Бенедикт Курипечич, словеначки дипломата, је током 16. века путовао Балканом и записао бројна народна предања, укључујући и она о Лазаревој последњој вечери и херојском чину Милоша Обилића. Илустрована хроника Иваа Грознoг из 1567. године садржи девет минијатура на којој су за бележени догађаји из косовских легенти, највише везаних за саму битку. Дубровачки хроничар и историчар Мавро Орбин је у Краљевству Словена (1601) на италијанском језику, записао историјске и народне записе о Косовској бици, пто је чинило значајан извор за будуће реконструкције и модификације легенди.
У наредном периоду, бројни записи су објављивани од аутора из Дубровника и Бока которској, а најзначајнији и најсадржајини је Житије кнеза Лазара, познатто и под именом Прича о боју косовском, с почетка 18. века. Назахтев Петра Великог, императора сверуског, његов саветник Сава Владиславић Рагузински је 1722. године превео Орбиново Краљевство Словена на руски језик. На основу прикупљених предања, састављен је Троношки летопис (1791), који је додатно допринео очувању косовског култа и преношењу легенди. Ликови из косовског мита се појављују и у делима Ђорђа Бранковића, Василија Петровића Његоша и Павла Јулинца.
Током 18. века, растао је антиосмански сентимент, а косовски култ је учврстио своје место у народној традицији. Током Првог српског устанка (1804–1813), фресци Милоша Обилића у Лазаревој припрати Манастира Хиландар на Светој Гори је додат ореол. Вук Стефановић Караџић, српски лингвиста и сакупљач народних умотворина, је сакупио и записао епске народне песме са тематиком Косовског боја, саставивш Косовски циклус, у којим је дефинисан данас позната верзија косовске легенде. Рад Вука Караџића је био под значајним утицајем Јернеја Копитара, који га је увео у књижевност романтичарског национализама, као и Јакоб Грим, који му је био рецензент и преводилац. Копитарева идеолошка црта је била вођена виђењем Јохана Готфрид фон Хердера да свака скупина поседује јединствену култура која себе приказује кроз народни језик и традицију обичних људи. Већину народних песама о Лазару Вук Караџић је чуо и записао у околини Фрушкогорских манастира најпре због Карловачке митрополије која је чувала традицију Пећке патријаршије након великих сеоба Срба. Народне песме које култивишу косовски завет су записивали и Аврам Милетић, Иван Фрањо Јукић, Франц Миклошич и Валтазар Богишић. Структура легенди и митолошких прича су, због сличности у форми, вероватно биле и под утицајем француских шансон де жест.

### Косовски циклус
Косовски циклус представља збирку епских народних песама о Косовском боју, а садржи следеће песме
- Бановић Страхиња
- Кнежева вечера
- Кнежева клетва
- Косанчић Иван уходи Турке
- Милош у Косову
- Косовка девојка
- Косовски бој
- Мусић Стеван
- Обретеније главе кнеза Лазара
- Пропаст царства српскога
- Слуга Милутин
- Смрт мајке Југовића
- Смрт Милоша Драгиловића (Обилића)
- Цар Лазар и царица Милица
- Цар Лазар се приволева царству небеском
- Царица Милица и Владета војвода

## Историјске основе
Недостатак записа очевидаца и рана митологизација догађаја је отежала објективне закључке о Косовској бици. Брендан Хампрејс је навео да су делови приче о Лазаревом заветном избору метафизички наративи надограђени на реалне историјске догађаје, највише од стране црквених записа.
Оно што се поуздано зна је да је османска војска дошла из Пловдива до Газиместана, датум и место на којем се одржала битка, као и погибија оба владара. Јединице Твртка I Котроманића, босанског краља, као и локалне албанске снаге су такође узеле учешће на Лазаревој страни. Српско царство се распало недуго након смрти цара Душана (1355), значајно пре Косовске битке. Ни сам исход битке није у потпуности јасан, али већина извора се слаже да је стратешки дугорочно османска војска однела победу. Иако је Маричка битка (1371) значајније стратешки одредила будућност српских земаља и oсманско освајање Балканског полуострва, Косово је представљало духовни пад и почетак нове ере за Србе. Битка није представљала ни дефинитивни пад српских средњовековних земаља, што се заправо догодило 70 година касније када је турским освајањем Смедерева дошло до пада пада Српске деспотовине.
Историчари не могу поуздано ни да утврде идентитет и околности Муратовог егзекутора, за чију смрт постоји неколико верзија, као ни реално постојање чина издаје Вука Бранковић.. Једна од теорија настанка мотива издаје је могућност конфузије са наративима везаним за другу Косовску битку (1448), када је Вуков син Ђурађ Бранковић, српски деспот, одбио да се придружи Јаношу Хуњадију у борби Краљевине Угарске против османске војске. Девет Југовића и Косовка девојка се сматрају ликовима из народних легенди, без докза о њиховом реалном постојању.

## У уметности и култури
У првој половини 19. века, драме са ликовима мотивима косовских легенди су објављиване од Срба едукованих у Аустријском царству, који су усвојили идеје комбинијући просветитељски рационализам са романтичарског национализмом. Неке од њих су бројна дела Захарија Орфелина, Милош Обилић (1828) Јована Стерије Поповића, Цар Лазар или Пад Српског царства (1835) by Исидора Николића и Милош Обилић (1858) Јована Суботића. Матија Бан, српски дубровачки књижевник, је уврстио мотиве косовског завета у драме Цар Лазар или Пропаст на Косову (1858), постепено додајући елементе роматичарског национализма.
Владика и песник, митрополит црногорски и брдски Петар II Петровић Његош, и његова поема Горски вијенац (1847), која се сматра ремек-делом и једном од највреднијих примерака јужнословенске литературе, уједно представља и истакнути пример глорификације херојских идеала и духа косовског мита. Тема поеме је  истрага, односно борба за истребљење потурица и османске доминације. Његош се често позивао на ликове косовске легенде, проклињавши Вука Бранковића и прослављавши Милоша Обилића, а такође на сличан начин користивши птице као симболе.
На 500. годишњицу Косовске битке (1889), Фрањо Рачки и Томислав Маретић, водећи људи Југословенске академије знаности и умјетности у Загребу, су држали предавања о бици и рецитовали епске народне песме. Током 19. века, српске власти су финансирали сликаре као што су Ђорђе Крстић and Никола Алексић да осликају унутрашњости цркви и манастира са мотивима косовских легенди. Значајни српски, као што су Адам Стефановић, Павле Чортановић, Паја Јовановић и Анастас Јовановић, су осликали епске хероје Косовског циклуса, док се за један од најрепрезентативнијих примера уметничког приказа кссовских легенди сматра Косовка девојка (1919), слика Уроша Предића. Ђура Јакшић је и писао и сликао мотиве косовског мита.
Почетком 20. века, бројни концерти и представе у Народном позоришту у Београду у били посвећени Косовској бици и њеном култу. Смрт мајке Југовића Иве Војновића, песника и драматурга из Дубровника, је имала премијеру у Београду 1906. године, а у Загребу 1907. први српски филм, Живот и дела бесмртног вожда Карађорђа (1911) directed by Чича Илије Станојевића, који приказује Карађорђево вођење Првог српског устанка, у којем је приказани и гуслар Филип Вишњић који пева епске народне песме Косовског циклуса.
Хрватски вајар и архитекта Иван Мештровић, који је значајно допринео уметничком приказу косовског завета у периоду 1907–11, је био задужен да дизајнира Видовдански храм као „вечни идеал херојизма, оданости и жртве, из које наша раса треба да извуче веру и моралну снагу” и „колективни идеал српскох народа”. Изградња храма је планирана на Косову пољу, али је одлагана због бројних ратова у 20. веку, а затим дефинитивно запуштена. Многа Мештровићеви радови су били посвећени косовском култу и његовим херојима, а били су приказивани у многим европским градовима, укључујући и на Бијеналеу у Венецији. Хрватски сликар Мирко Рачки је такође осликао многе мотиве Косовског циклуса, including Мајка Југовић, Девет Југовића, Косовка девојка и Милош Обилић. Француски превод песама из Косовског циклуса Леа Дорфеа Léo d'Orfer Chants de guerre de la Serbie, étude, traductions, commentaires (1916) је добило признање Француска академија. Недуго након повлачења српске војске преко Косова и Албаније у Првом светском рату, међу песницима је поново постала актуелна тема косовског завета. Године 1917. су песме са овом тематиком објавили Милутин Бојић, Милосав Јелић и Растко Петровић.
Дела Иве Андрића, добитника Нобелове награде за књижевност 1961. године, су понекад била повезивана с косовским култом. У свом есеју је његоша назво „трагичним јунаком косовске мисли”. Мучеништво Радисава, лика из најпознатијег дела На Дрини ћуприја (1945), је по неким истраживачима оживљавање косовског наслеђа у контексту митову о настанку српске нације.. Комунистичке власти су ангажовале Александра Дерока да дизајнира нови споменик на Газиместану, а Петар Лубарда да мотивима Косовске битке декорише свечану салу Новог двора, тада седишта Републићког извршног већа.
На 600. годишњицу Коовске битке (1989), објављен је филм Бој на Косову који је режирао Здравко Шотра по тексту коју је писао Љубомир Симовић Исте године, песник Матија Бећковић је сковао познату фразу, „Косово, најскупља српска реч”, а објављена је и популарна фолк песма Видовдан Милутина Поповића Захара у извођењу Гордане Лазаревић. У свом документарцу из 1992. године Serbian Epics, Оскаром награђиван редитељ Павел Павликовски је приказао припаднике Војске Републике Српске како током Рата у Босни и Херцеговини изводе епске песме које славе косовски завет.
Чарлс Симић, амерички песник српског порекла и добитник Пулицерове награде је био под значајним утицајем наратива и магичног реализма Косовског циклуса.
Иако је Андрићград у Вишеграду, основан 2014. године од стране Емира Кустурица, назван по Иви Андрићу, често се сматра да му је сврха приказ косовских мотива и српске националне свести. Црква у граду је пројектована по узору на цркву манастира Високи Дечани на Косову и Метохији и посвећена је Светом Цару Лазару и косовским мученицима. Након 15 година реновирања, Народни музеј је поново отворен у Београду, на празник Видовдан 2018. године Између осталог, музеј је истакао каријатиде Ивана Мештровића, које су биле предвиђене за Видовдански храм.

## Политичка употреба
Косовски завет је играо битну улогу у српској политици од 19. века надаље. Након 1860-их косовски култ постаје централна тема српског национализма и оправдавајуће средство за српске захтеве према Косову. У Балканским ратовима 1912. године, српска војска је ослободила Косово и делове Метохије, што је српска политика тумачила као враћање давно изгубљених територија и освету Турцима Османлијама за српски војни пораз из 1389. године.
Крајем 1980-их година, у Србији је дошло до оживљавања косовског завета, што је Српска православна црква активно подстицала. Године 1988. су мошти српског средњовековног кнеза Лазара Хребељановића, који је повео Србе у бој против османске војске на Косову 1389. године, уз велики публицитет ношене широм Србије и Босне и Херцеговине. Свети кнез Лазар је означен као симбол српског мучеништва и владар опредељења за „Небеску Србију“, резервисане за праведне Србе који су живели и умрли за крст и отаџбину. Приликом обележавања 600. годишњице битке на Косову, Слободан Милошевић је у говору на Газиместану искористио симболичку моћ косовског завета ради окупљања маса око своје политике.
Косовски завет и даље игра важну улогу у српској политици и српско-албанском сукобу око територије Косова и Метохије. Тако, на пример, година збивања косовске битке је узета за назив српског националистичког покрета „1389“.